# Liste von Schriftstellerlexika
Diese Liste enthält Lexika über Autoren von belletristischer Literatur (Romane, Dramen, Lyrik, u. ä.).

## Deutschsprachige Schriftsteller

### Allgemein
- Deutsches Schriftstellerlexikon, Volksverlag Weimar 1960, 1 Band (ab 1967: Lexikon deutschsprachiger Schriftsteller, Bibliografisches Institut Leipzig, 2 Bände)
- Deutsches Literatur-Lexikon (Kosch), 3. Auflage, 1968–2022, 38+9 Bände
- Killy Literaturlexikon, 2. Auflage, 2008–2012, 12+1 Bände
- Metzler Lexikon Autoren. Deutschsprachige Schriftsteller und Dichter vom Mittelalter bis zur Gegenwart, 4. Auflage, 2010, 1 Band

### Zeitepochen
Anfänge bis 19. Jahrhundert

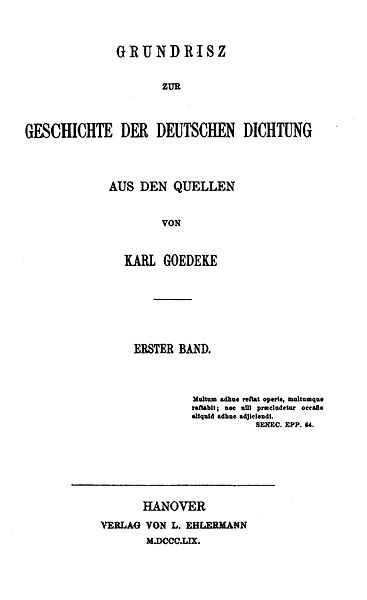
Grundrisz zur Geschichte der deutschen Dichtung von Karl Goedeke, 1859

- Grundriss zur Geschichte der deutschen Dichtung (Goedeke), 3. Auflage, 1884–1998, 18 Bände, mit allen Autoren bis Ersterscheinungsjahr 1830 und fast allen ihren bekannten Werken

Mittelalter
- Verfasserlexikon. Die deutsche Literatur des Mittelalters, 1978–2008, 14 Bände
- Deutsches Literatur-Lexikon. Das Mittelalter, 8 Bände

19. Jahrhundert
- Lexikon der deutschen Dichter und Prosaisten vom Beginn des 19. Jahrhunderts bis zur Gegenwart von Franz Brümmer, 1913, 7 Bände
- Deutsches Schriftsteller-Lexikon. 1830–1880, mit Autoren mit Ersterscheinungsjahren 1830–1880
- Kürschners Deutscher Literatur-Kalender

20. Jahrhundert
- Deutsches Literatur-Lexikon. Das 20. Jahrhundert, seit 2000, Band 38 (L), 2022
- Kritisches Lexikon zur deutschsprachigen Gegenwartsliteratur, seit 1978

### Regionen
Anhalt
- Anhalt'sches Schriftsteller-Lexikon von Andreas Gottfried Schmidt, 1830

Baltikum
- Allgemeines Schriftsteller- und Gelehrten-Lexikon der Provinzen Livland, Esthland und Kurland

Sachsen
- Sächsisches Schriftsteller-Lexikon

Schweiz
- Lexikon Schweizer Autorinnen und Autoren online

Siebenbürgen
- Schriftsteller-Lexikon der Siebenbürger Deutschen, 1983–2012, 10 Bände (unvollständig)

Wien
- Das geistige Wien. Schriftsteller- und Künstler-Lexikon, von Ludwig Eisenberg, 1889–1893

### Autorengruppen
Frauen
- Metzler Autorinnen Lexikon. 1998
- Die deutschsprachigen Schriftstellerinnen des 18. und 19. Jahrhunderts. Ein Lexikon. von Elisabeth Friedrichs, 1981
- Lexikon deutscher Frauen der Feder von Sophie Pataky, 1898, 2 Bände, mit etwa 5000 Autorinnen

Religionen
- Lexikon der katholischen Dichter, 1898

Jüdische Autoren
- Lexikon deutsch-jüdischer Autoren
- Metzler Lexikon der deutsch-jüdischen Literatur. Jüdische Autorinnen und Autoren deutscher Sprache von der Aufklärung bis zur Gegenwart, 2. Auflage, 2012
- Handbuch österreichischer Autorinnen und Autoren jüdischer Herkunft 18. bis 20. Jahrhundert, 2002

### Weitere Schriftstellerlexika
- Lexikon pseudonymer Schriftsteller von Andreas Gottfried Schmidt

## Fremdsprachige Schriftsteller
Allgemein
- Lexikon der Weltliteratur, Hg. v. Gero von Wilpert 1963, 3 Bände
- Fremdsprachige Schriftsteller, Hg. v. Gerhard Steiner 1971, 1 Band

Regionen und Sprachen
- Eberhard Brüning: Meyers Taschenlexikon Amerikanische Literatur, 1963.
- Metzler Lexikon amerikanischer Autoren, 2000
- Metzler Lexikon englischsprachiger Autorinnen und Autoren, 2006
- Meyers Taschenlexikon Nordeuropäische Literaturen, Hg. v. Horst Bien, 1978

Sachgebiete
- Reclams Krimi-Lexikon